# Лушин Павло Володимирович
Павл́о Волод́имирович Л́ушин (21 січня 1957, Полтава, УРСР, СРСР) — доктор психологічних наук (2003), професор, завідувач кафедри загальної та практичної психології Університету менеджменту освіти НАПН України. Є чинним президентом Всеукраїнської Асоціації екологічної допомоги, є членом Експертної ради з психології Міністерства освіти і науки України, також — член Академічної ради Державного університету «ІМО» НАПН. Керівник кафедри психології і особистісного розвитку. Автор науково-практичної школи "екофасилітації" .

## Біографія
Павло Володимирович Лушин народився в Полтаві в сім'ї військовослужбовця.
Закінчив середню школу № 161 в м. Москва.
У 1977 р Лушин П. В. отримав диплом Кіровоградського державного педагогічного університету ім. А. С. Пушкіна і в 1981 році вступив до аспірантури НДІ психології МО України.
У 1983 р захистив кандидатську дисертацію на тему «Психологічні особливості міжмуніципального при вивченні іноземної мови (на прикладі англійської)», після чого він приступив до роботи на кафедрі психології Кіровоградського державного педагогічного університету ім. В. Винниченка на посаді доцента, завідувача кафедри психології, а потім став деканом спеціалізованого факультету з підготовки практичних психологів в системі освіти.
Лушин П. В. на початку 1990-х рр. створив один з перших в Україні підрозділів психологічної служби в рамках системи вищої освіти.
У 1994 вступив до докторантури НДІ психології України. Потім, в 1996 р Лушин П. В. пройшов наукове стажування в США в Wayne State University, MI, Detroit, а також — в Інституті EMDR, США у професора Шапіро Ф. Пізніше, в 2001 р Лушин П. В. стажувався в США в Montclair State University, NJ у професора М. Ліпмана.
У 2003 р захистив докторську дисертацію по темі «Психологія особистих змін».

## Наукова діяльність
У 2005 р Лушин П. В. заснував науково-практичну школу "екофасилітації", яка передбачає застосування інноваційної психолого-педагогічної практики надання психологічної допомоги. Ввів і інтерпретував термін «екофасилітації».
Лушин П. В. також є автором понад 150 наукових публікацій, в тому числі 7 монографій і методичних посібників. Серед них по проблемі особистості: «Про психології людини в перехідний період (Як виживати, коли все валиться)» (1999); «Психологія особистісного зміни» (2002); «Особистісні зміни як процес: теорія і практика» (2005); "Екологічна допомогу особистості в перехідний період: екофасилітації " (2013).
Член експертної ради ВАК МОН України з психологічних наук 2011-2022 рр.
Автор понад 250 наукових публікацій, у тому числі 12 монографій, 35 науково-популярних, навчальних видань про допомогу людям у складних життєвих ситуаціях.
Участь в міжнародних заходах за кордоном:
1. Доповідь на тему «Психологічна допомога в Україні: особливості та загальні тенденції» («Психологічні послуги в мінливої Україні: специфіка і загальні тенденції») на конференції «Guilt-Pain-Repentance», Конференц-центр Hayes Swanwick, DE55 1AU, Scunthorpe (Англія), Великобританія, четвер, 12 липня — п'ятниця 13 липня 2018 р
2. Головний доповідач на конференції християнських психотерапевтів «Проживання в невизначеному і мінливому світі і його психологічних і духовні наслідки», 18/19 липня 2019 року, Центр Хейса, Суонвік, Дербішир DE 55 1AU.

Круглі столи та дискусійні майданчики
1. Круглий стіл — презентація колективної монографії «Відкрита освіта: інноваційні технології та управління» в рамках V Міжнародної виставки «Інновації в сучасній освіті» (23 жовтня 2018 р)
2. Доповідь на тему «Особливості підготовки кризового психолога з християнським світоглядом», дискусійний майданчик: «Перспективи розвитку України: християнський погляд», 28 травня 2019 року, Київ, 2019.

Діяльність в наукових школах
1. Науково-практична школа еко-професіоналізації як інноваційне науковий напрям психологічної та педагогічної допомоги «Екологічна психологічна допомога і фасілітатівная підтримка розвитку особистості майбутнього фахівця».
2. Школа підготовки фахівців «Кризова психологічна допомога в сучасних умовах».
3. Наукове керівництво інноваційним напрямом підготовки християнських психологів в умовах формальної та неформальної освіти[5].
4. Учасник програм Уейнського університету (США, м. Детройт, штат Мічіган), EMDR-Інституту (США, м. Лос-Анджелес, Каліфорнія), Монтклерського державного університету (США, штат Нью-Джерсі). Консультуючий редактор міжнародних наукових журналів «Thinking» і «Childhood and Philosophy» (США і Бразилія), співредактор міжнародного журналу «Теорія і практика психотерапії» (Канада).

## Основні праці

### Монографії
- Лушин П. В. Особистісні зміни як процес: теорія і практика[6]. — Одеса: «Видавництво Аспект», 2005.
- Лушин П. В. Два виміри принципу «не нашкодь» і кодекс екологічності[7]. — К.: «Видавництво КНПУ імені М. П. Драхоманова», 2012.

### Основні статті
- Лушин П. В., Кеннеді, Д. Псіходінаміка спільноти дізнання і реформи освіти: міжкультурна перспектива // Мислення. — 2000. — Т. 15. — С. 9-16.
- Лушин П. В., Кеннеді, Д. Неоднозначний контроль // Аналітичне навчання. — 2003. — Т. 23, № 2. — С. 103—110.
- Лушин П. В. Проблема педагогічної передачі програм критичного мислення в рамках глобальних і екопсихологічної перспектив // Діти-філософи в усьому світі: теоретичні і практичні концепції. — 2009. — С. 179—184.
- Лушин П. В. Кілька психологічних прогнозів філософії для дітей // Аналітичне навчання. — 2001. — С. 39-44.
- Лушин П. В. Парадоксальний характер екофасилітації в співтоваристві запитів // Мислення. — 2002. — Т. 1, № 16. — С. 8-17.
- Лушин П. В. Невизначеність і види ставлення до неї: ситуація психологічної допомоги // Теоретичні та методологічні проблеми психологічного консультування і психотерапії. — 2016. — Т. 1, № 5. — С. 33-40.
- Лушин П. В., Сухенко І. В. Екофасілітівние карти: «керівництво» супроводжувати індивідуальні освітні траєкторії психолога-консультанта // Проблеми сучасної психології. — 2018. — С. 84-90.